# Гродно (аеропорт)
Аеропорт Гродно (біл. аэрапорт Гродна, англ. Grodno airport)  (IATA: GNA, ICAO: UMMG) — аеропорт розташований за 18 км на південний схід від міста Гродно на території Обухівської сільради. Спочатку було вибрано вдале розташування аеропорту. Воно обумовлювалося тим, що він розташовувався за 1,5 км від річки Неман, траси М 6 (Мінськ - Гродно - кордон Польщі) і агромістечка Обухове. Так само за 3 км від аеропорту проходить залізниця.
Аеропорт експлуатується з 1984 року має одну ЗПС довжиною 2560 метрів і шириною 42 метри, здатну приймати повітряні судна типу Іл-76, Ту-154 і нижче класом. Обмеження максимальної злітної ваги — 200 тонн.
Аеропорт допущений до забезпечення міжнародних польотів з 1993 року, для чого має у своєму розпорядженні службами митного, прикордонного та санітарного контролю, має мережу митних та комерційних складів і умови для обробки, зберігання та відправлення вантажів повітряним, автомобільним або залізничним транспортом.
Аеропорт працює з 06:00 до 18:00, а на запит — цілодобово. Через аеропорт проходять міжнародні повітряні траси, що зв'язують Північну і Західну Європу з країнами Центральної та Південно-східної Азії. Аеропорт забезпечує транзитне обслуговування, дозаправлення повітряних суден, відпочинок екіпажів.
На території аеропорту базується відкрите акціонерне товариство «Авіакомпанія Гродно», в минулому - Гродненський об'єднаний авіазагін. Дата заснування - 1945 рік. В даний час авіакомпанія має у своєму розпорядженні трьома літаками Ан-24РВ, одним літаком Ан-30, одним літаком Ан-32, трьома літаками Ан-12 і одинадцятьма літаками Ан-2. Авіаційний персонал авіакомпанії укомплектований достатньою кількістю льотного і технічного складу. 80% персоналу мають перший клас авіаційних фахівців.
Станом на грудень 2009 року аеропорт обслуговував всього два регулярні рейси: у Калінінград 1 раз в тиждень (Гомельавіа). У 2009-2010 роках авіакомпанією Атлант-Союз виконувався рейс в Москву.
У 2013 році білоруська авіакомпанія [Бєлавіа|Бєлавіа] на літній період відновила програму польотів в російський Калінінград з Гродно, який раніше виконувала Гомельавіа. Перевізник почав возити пасажирів в аеропорт Храброво з трьох основних міст країни: Бреста, Гомеля і Гродно. Вильоти з Гродно виконуються 2 рази в тиждень. На рейсах використовується літак Bombardier CRJ200. 
З 2015 року історія виконання польотів поповнилася новим чартерним рейсом на узбережжі Болгарії в місто Бургас. Рейс Бургас - Гродно - Бургас запланований тричі в кожен літній місяць. Пасажирські перевезення взяла на себе ВАТ «Авіакомпанія «Бєлавіа». Відкриття подібного авіарейсу ініціював один із найбільших туроператорів "Tez Tour". Це обумовлено тим, що болгарське напрямок дуже популярний у гродненців. Польоти в Болгарію виконуються на «Боїнг 737-300» місткістю 148 пасажирів.

## Прийняті типиПС
Ан-12, Ан-24, Ан-26, Ан-28, Ан-30, Ан-32, Ан-72, Ан-74, Іл-76, Іл-86, Іл-96, Л-410, Ту-134, Ту-154, Як-40, Як-42, Airbus A319, Airbus A320, Airbus A321, Boeing 737-500(-800), Boeing 757-200 та ін. типи ВС 3-4 класу, вертольоти всіх типів. Максимальна злітна вага повітряного судна 191 тонна. Класифікаційне число ЗПС (PCN) 24/R/C/X/T.

## Аеропорти та напрямки
| Авіакомпанія | Пункт призначення                              |
| ------------ | ---------------------------------------------- |
| Belavia      | Сезонний: Калінінград Сезонний чартер: Хургада |

## Відкрите акціонерне товариство «Авіакомпанія Гродно»
На території аеропорту базується ВАТ «Авіакомпанія Гродно», в минулому - Гродненський об'єднаний авіазагін. Дата заснування - 1945 рік. В даний час авіакомпанія має у своєму розпорядженні трьома літаками Ан-24РВ, одним літаком Ан-30, одним літаком Ан-32, трьома літаками Ан-12 і одинадцятьма літаками Ан-2. Авіаційний персонал авіакомпанії укомплектований достатньою кількістю льотного і технічного складу. 80% персоналу мають перший клас авіаційних фахівців.